# 赤井直義
赤井 直義（あかい なおよし）は、安土桃山時代から江戸時代前期にかけての武将。荻野直正の子。通称は悪右衛門。

## 生涯
丹波国黒井城主・荻野直正の二男として生まれる。
天正6年（1578年）に父・直正が死去し、長子である悪七郎直信がその跡を継いだ。天正7年（1579年）、黒井城は明智光秀に攻められて落城し、当時9歳だった直義は城から逃れた（黒井城の戦い）。その後、荻野金左衛門（または金右衛門）に名を改め、隠棲している。
後に織田秀信の旗本となって、朝鮮出兵に従った。慶長5年（1600年）の関ヶ原の戦いの際は、西軍の小野木縫殿佐に牢人分として従い、丹後国田辺城攻めに加わった（田辺城の戦い）。その後、有馬豊氏に一時仕えるも退去。慶長15年（1610年）、山口直友の仲介で藤堂高虎に仕えて1,000石を与えられ、先祖の名に戻すよう命じられ、赤井悪右衛門へと改名した。慶長19年（1614年）の大坂冬の陣では鉄砲組20人を引き連れて、渡辺勘兵衛とともに先手を務め、翌慶長20年（1615年）の夏の陣では母衣役を命じられた。
承応2年（1653年）、死去。子の直綱（弥平次、のち悪右衛門）がその跡目を継ぎ、1,000石の知行も引き継いだ。
2010年（平成22年）、赤井氏が居住した赤井家住宅が国の登録有形文化財に登録され、2011年（平成23年）、直義の子孫から伊賀市へと寄贈された。